# 베틀재
베틀재는 충청북도 단양군 영춘면 동대리에 위치한 고개이다. 높이는 해발 660m이다. 지방도 제935호선이 이곳을 지난다.
모양이 마치 베틀같다고 하여 베틀재라는 이름이 붙었다. 충청북도와 경상북도, 강원도 삼도를 연결하는 고갯길이었으며, 고려 시대부터 이 고개를 이용해 소금이 이동했기 때문에 3대 염로(鹽路:소금길) 중 하나이기도 하다. 이 고개를 넘어가는 길을 흔히 의풍옛길이라고 불린다. 정감록에 나오는 십승지 중 한 곳으로 알려져 있다. 2009년 이 고갯길에 대한 전체적인 정비를 하면서 고개 길목에 베틀재 기념비를 세웠다.